# Boumbanga
Boumbanga est un village du Cameroun, rattaché à la commune de Nyanon, situé dans le département de la Sanaga-Maritime et la région du Littoral, situé à 28 km de Nyaho. 

## Population et développement
En 1967, la population de Boumbanga était de 54 habitants, essentiellement des Bassa. La population de Boumbanga était de 170 habitants dont 97 hommes et 73 femmes, lors du recensement de 2005.  